# Juan Alberto Castellanos
Juan Alberto Castellanos Villamar (n. 1933), es un ex guerrillero y militar cubano que luchó en la Revolución Cubana a las órdenes del Che Guevara y luego combatió en la Argentina intentando establecer un foco guerrillero en Salta. Alcanzó el grado de coronel del ejército cubano. Actualmente (2015) reside en La Habana.

## Biografía

### Revolución cubana
Durante la Revolución cubana, en 1958, con 22 años, se incorporó a las tropas guerrilleras del Movimiento 26 de Julio que junto a otros grupos armados se habían levantado contra la dictadura de Fulgencio Batista, en Sierra Maestra. Allí registró una historia de indisciplinas debido a su personalidad rebelde y controversial. entre las que se cuenta una huelga de hambre de los guerrilleros por falta de comida.
Formó parte del Pelotón Suicida de «El Vaquerito» y más adelante del grupo de escolta del Che Guevara, alcanzando el grado de teniente primero, en la llamada Columna 8 Ciro Redondo, junto a otros hombres como Hermes Peña, Harry Villegas Tamayo («Pombo») y estableció una fuerte amistad personal y de confianza con el guerrillero argentino-cubano.
En su condición de escolta, permaneció toda la campaña militar junto a Guevara, actuando como su chofer cuando aquel se fracturó el codo en Cabaiguán, ya que ellos dos eran los únicos hombres de la columna que sabían manejar. Participó en la Batalla de Santa Clara y otros combates y luego se estableció en la Fortaleza de San Carlos de La Cabaña, La Habana, a partir de enero de 1959. 
En 1959, el Che Guevara le pidió a Castellanos si podía casarse con Aleida March en su casa y si podía ser uno de sus testigos. Las conocidas fotos del acontecimiento se realizaron allí. Luego del triunfo de la revolución, en diciembre de 1959 se casó con Catalina Sibles Sánchez, oficiando el Che Guevara como padrino de bodas. Juntos tuvieron una hija.

### Guerrilla en la Argentina y prisión
En 1962 el Che Guevara comenzó a organizar con el periodista Jorge Masetti un grupo guerrillero para instalarse en la Argentina que tomaría el nombre de Ejército Guerrillero del Pueblo (EGP). El primer hombre elegido para secundar a Masetti fue Hermes Peña Torres; más adelante también elegiría a otro de sus escoltas, Juan Alberto Castellanos, para la misión y a José María Martínez Tamayo («Papi»). 
Entre los argentinos que integraron el grupo, que se entrenó en Cuba y Argelia, se encontraban entre otros Ciro Bustos, que luego participaría de la acción guerrillera del Che Guevara en Bolivia, Atilio Altamirano, Carlos Bandoni, Héctor Jouvé («el cordobés»), sumando un total de 30 guerrilleros, entre ellos una mujer. 
El grupo inicialmente instaló el campamento en Emboruzú (Bolivia). Masetti recibió el grado de comandante segundo, mientras el Che Guevara quedaba como comandante primero, dispuesto a sumarse al grupo una vez que el mismo se hubiera asentado. En dicho lugar se redactó el código de conducta que, entre otras cosas, preveía la pena de muerte por homosexualidad, así como por traición ante el enemigo, aprovechamiento de la población civil, violar a una mujer, robar, etc.
En 1963 las condiciones cambiaron debido a la convocatoria a elecciones que, aunque limitadas, permitieron el triunfo del radical Arturo Illia. En dichas elecciones se encontraba proscrito el Peronismo. El 21 de septiembre de 1963 cruzan a la Argentina y después de varios días de marcha se instalan cerca del río Pescado. Se continúa con el plan de iniciar un foco armado abriendo la confrontación mediante una carta pública al presidente Illía fechada el 9 de julio de 1963. Bustos fue el encargado de llevar la carta a los medios de comunicación, para lo cual debió viajar por todo el país. La carta prácticamente no tuvo impacto en los medios de comunicación y la opinión pública que casi no prestó atención al hecho, pero produjo la inmediata movilización de la Gendarmería Nacional Argentina, fuerza de seguridad de fronteras, conducida entonces por el general Julio Alsogaray con el mayor Héctor Báez a cargo de las tropas ubicadas en Salta.
El grupo estaba fuertemente armado pues contaba 

"Desde fusil "Garand", semiautomático y que tenía un cargador de siete proyectiles, hasta FAL (Fusil Automático Liviano) con granadas antitanques. También granadas de mano norteamericanas, las "Energas", dos bazookas con proyectiles "RPG" soviéticas, había "M1" y "M2" que usaban los norteamericanos y "M3", que era del tipo PAM pero de calibre mayor: 11,25. Y ametralladoras parecidas a la Halcón, como las que tenía la policía argentina."

El primer objetivo militar era el puesto de Gendarmería de Aguas Blancas, pero se cambió al reconocer la zona y no fue reemplazado por otro.
Respecto de uno de los integrantes del grupo, Adolfo Rotblat (a) el Pupi, declaró Jouvet: 

"Tenía un poco más de 21 años …Ya comenzó a tener problemas en la marcha. Se quedaba. …y bueno había que sostenerlo un poco para que siguiera marchando. Y a veces la columna iba más lenta por él.. Cuando nos quedamos sin agua durante 24 horas, con mucho calor y muchas dificultades para seguir caminando, Pupi perdió fuerzas, y como que se fue desmoronando su personalidad. Cuando llegamos al campamento estaba muy mal. Se cubrió la cabeza con las manos y acurrucó su cuerpo. Entonces Masetti pensó que había que fusilarlo. Yo me opuse, y le dije que no, que no estaba de acuerdo. Insistí y entonces me dijo: "entonces vos le vas a dar el tiro de gracia". No, yo no lo iba a hacer porque no violaba ningún código de seguridad: no era desertor, no tenía actitud cobarde ante el enemigo, no era homosexual".

El Pupi fue muerto mientras Jouvet estaba ausente del campamento y luego se presentó el caso de Bernardo Groswald (a) Nardo, sobre el que contó Jouvet: 

"Era un muchacho bancario, acostumbrado a la ciudad, usaba anteojos de mucho aumento y tenía pie plano, lo que complicaba su capacidad de caminar…fue un juicio sumario. Él estaba desquiciado. De todas maneras yo pensaba que había que bajarlo a la ciudad …Bustos creía eso. Pero el juicio tenía el sentido de todos los juicios que se han hecho en Cuba y en otras guerrillas: se llevan a cabo para levantar la moral e imponer las autoridades…Nadie le iba a decir a Masetti "yo no estoy de acuerdo". El único que se lo podía decir era yo. Pero Masetti dijo "se acabó la joda", armó un pelotón de tres personas, creo, y dispararon".

A comienzos de marzo de 1964, más de cinco meses después del ingreso a la Argentina, se produjo el primer encuentro con la Gendarmería Nacional Argentina, fuerza de seguridad de fronteras, conducida entonces por el general Julio Alsogaray (hermano del economista Álvaro), con el mayor Héctor Báez a cargo de las tropas ubicadas en Salta, la cual se apoderó de un campamento ubicado en La Toma deteniendo a cinco personas y haciéndoles perder provisiones y armas. Los que no fueron detenidos en esa acción se reagruparon. Masetti no aceptó la opinión de otros integrantes que consideraban que había que abortar la operación dada la situación en que se hallaban, ordena a un grupo que vaya en la búsqueda de alimentos y se queda en el lugar. Mientras marchaban con ese objetivo, dos de los integrantes (Marcos y César) murieron de hambre en la selva y Jouvet y Antonio se despeñaron por una garganta y este último murió por las heridas y la falta de atención médica.
El grupo en el que estaba Jouvet sobrevivió con muchas penurias causadas por la escasez de alimentos y a mediados del mes de abril fueron encontrados por la Gendarmería y detenidos. Unos días después, el 18 de abril de 1964, la Gendarmería emboscó al EGP a 30 kilómetros al noroeste de la confluencia del río Las Piedras y Pantanoso, resultando muertos Hermes Peña, Jorge Guille y otros tres guerrilleros y el gendarme Juan Adolfo Romero al que el propio Peña dio muerte. Otros catorce guerrilleros fueron detenidos. 
El grupo quedó completamente desarticulado. Poco después la mayoría de los integrantes estaban muertos, varios de ellos de hambre, o detenidos. Masetti y Altamirano se internaron en la selva y desaparecieron, suponiéndose que murieron de hambre. Bustos escapó al Uruguay. 
Castellano, quien estaba entre los detenidos y simuló ser peruano, fue como los demás, enjuiciado y condenado en Salta, Argentina, permaneciendo en prisión desde 1964 a 1968. Para entonces el Che Guevara ya había muerto.
Respecto de la operación dijo Jouvet: 

"Yo pensaba que había sido un desastre por una pésima conducción militar … pensaba que había sido un desastre militar y, desde lo político, un fracaso táctico. Pero en ese orden: primero lo pensé como error militar y recién después como un error político"

### De 1968 en adelante
Al salir de prisión regresó a Cuba. En 1978 y 1979 peleó en Angola y en 1982 fue enviado a Nicaragua como asesor militar. Alcanzó el grado de coronel de las fuerzas armadas cubanas. Actualmente (2015) vive en La Habana.